# Atanus coxinus
Atanus coxinus är en insektsart som beskrevs av Keti Maria Rocha Zanol 1998. Atanus coxinus ingår i släktet Atanus och familjen dvärgstritar. Inga underarter finns listade i Catalogue of Life.